# 拉布恩号驱逐舰
拉布恩号驱逐舰（USS Laboon (DDG-58)）是美国海军阿利·伯克级驱逐舰的第八艘，以海军上校约翰·F·拉布恩命名。
拉布恩号驱逐舰于1992年3月23日在缅因州巴斯的巴斯钢铁厂安放龙骨，1993年2月20日下水，1995年3月18日服役，母港为弗吉尼亚州诺福克海军基地。